# Chelsea (Alabama)
Chelsea è un comune degli Stati Uniti d'America situato nella contea di Shelby dello Stato dell'Alabama.